# محمد باشا الكرجي الخادم
محمد باشا الكرجي الخادم (بالتركية: Gürcü Hadım Mehmed Paşa)‏ كان الصدر الأعظم للدولة العثمانية في الفترة ما بين 21 سبتمبر 1622 حتى 5 فبراير 1623. بمدينة إسطنبول.